# Absorption atmosphérique
L’absorption atmosphérique est le transfert d’énergie de rayonnement en une forme d’énergie différente par réaction entre des composants de l’atmosphère. La nouvelle forme d’énergie peut être calorifique, électrique, mécanique…